# 鯨鯊
鲸鲨（学名：Rhincodon typus），又名鯨鮫、豆腐鲨、大戇鲨、戇仔鯊，是目前世界上现存體型最大的魚類，屬於軟骨魚綱鬚鲨目鯨鯊科。截至目前為止，生物學家實際記錄到的最大尺寸為12.65公尺長，21.5公噸重，其他體型更大的個體報告並未確認。鯨鯊為鲸鲨科（Rhincodontidae，1984年前稱為Rhinodontes）及鲸鲨屬中唯一的成員。
鯨鯊生活在熱帶海域中，壽命可達70年至100年。鯨鯊具有非常寬大的嘴巴，是一種濾食動物，主要捕食小型動植物（包括浮游生物），但英國廣播公司的自然紀錄片《地球脈動》曾拍攝到一條鯨鯊正在捕食一群小型魚類。
生物學家在1828年4月根據一條南非桌灣捕獲到的個體，首次辨認出鯨鯊。開普敦英國軍醫與動物學家安德魯·史密斯（Andrew Smith）在隔年進一步描述這條鯨鯊的特徵，然後在1849年公佈更多有關鯨鯊的細節。「鯨鯊」這個名稱來自魚類生物學，表示鯨鯊的體型與鯨魚一樣龐大，而且牠們跟許多鯨魚同樣都是濾食動物。
鯨鯊棲息在熱帶海域，大約分布在南北緯30度的範圍，每年春天會遷移到西澳大利亚州中部的大陸棚海域，這裡的寧格羅珊瑚礁（Ningaloo Reef）为鯨鯊提供了豐富的食物來源（浮游生物）。鯨鯊以浮游生物為主食，牠們會在一些海域進行季節性的覓食活動，例如西澳大利亚寧歌路珊瑚礁、宏都拉斯、菲律賓董索與八打雁（Batangas）、坦尚尼亞奔巴島、馬菲亞島與桑吉巴、印度大卡吉鹽沼地、墨西哥尤卡坦州穆赫雷斯岛及奧爾沃克斯島、馬達加斯加貝島、印度尼西亞烏戎庫隆國家公園等地，以色列埃拉特也有非常少數的鯨鯊聚集。
雖然鯨鯊通常出現在近海地區，不過人類也曾經在沿岸、潟湖、珊瑚礁、河口與运河發現牠們的蹤影。人類也曾經在700公尺深的海域發現過鯨鯊。鯨鯊通常單獨活動，除非在食物豐富的地區覓食，否則牠們很少群聚在一起。雄性鯨鯊的活動範圍比雌性更大，因為雌性鯨鯊比較偏好出現在特定的地點。2011年，生物學家在墨西哥尤卡坦州沿岸發現一群鯨鯊聚集捕食小鮪，牠們的數量超過400條，是人類有史以來記錄到最多鯨鯊聚集的一次。

## 身體結構及外觀

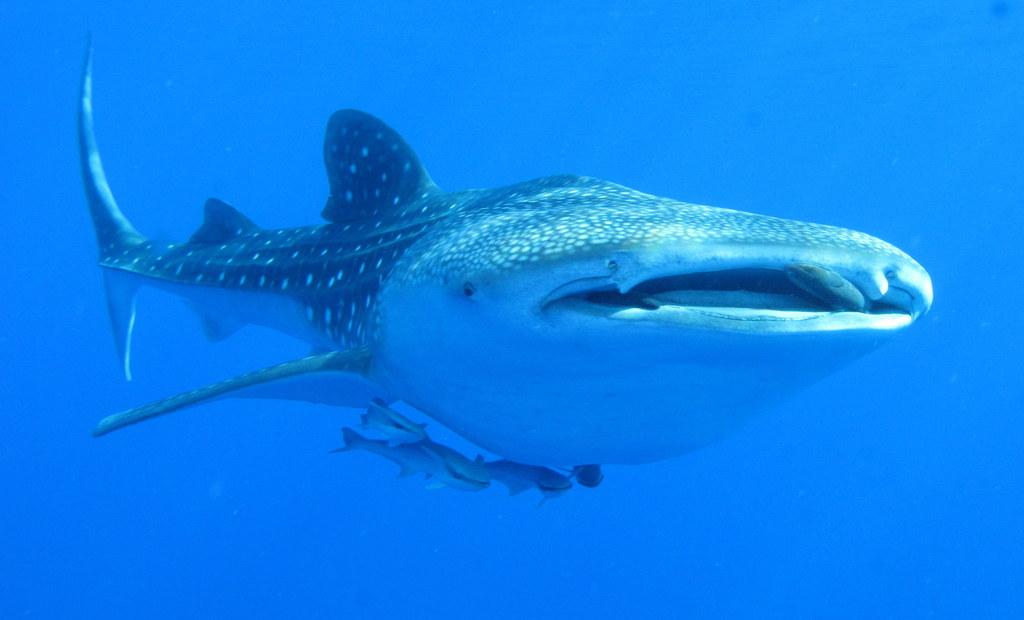
野生鯨鯊，攝於紅海

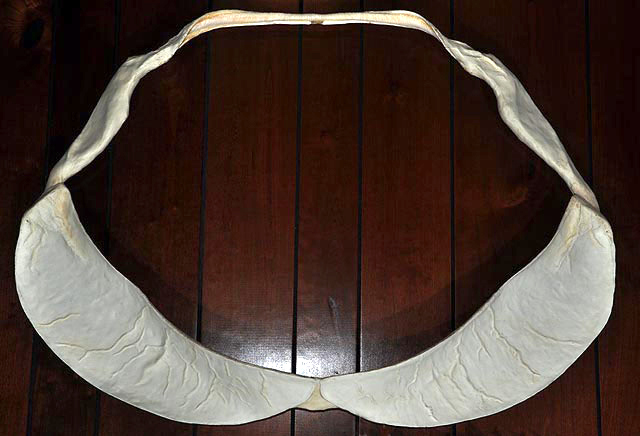
鯨鯊的頜部骨骼

鯨鯊擁有一個寬達1.5公尺的嘴巴，20片濾食片上內含了300排細小的牙齒。鯨鯊擁有5對巨大的鰓，兩個小眼睛則位於扁平頭部的前方，鰓裂剛好位於眼睛的後方。身體大部分都是灰色，腹部則是白色。每條鯨鯊的斑點都是獨一無二的，生物學家可以用來辨識不同的個體，所以也可以精準的判断鲸鲨數量。鯨鯊的表皮有黃白色的斑點與條紋。鯨鯊擁有2個背鰭，第1個背鰭比第2個背鰭還大，外觀成三角形。鯨鯊的胸鰭可以長達4.8公尺，尾鰭則長達2.4公尺，呈新月狀，上半部比下半部還長。鯨鯊的皮膚厚達15公分，可以有效抵抗其他生物攻擊。
鯨鯊的游泳效率並不高，因為牠們的身體和一般魚類不同，每小時的平均速度大約只有5公里。鯨鯊是世界上最大的魚類，平均身長估計為9.7公尺，重量為9公噸。一般認為經測量過的最巨大鯨鯊是1947年11月11日在巴巴島（距離巴基斯坦的喀拉蚩不遠）捕捉到的個體。牠的長度為12.65公尺，重量超過21.5公噸，身體周長則為7公尺。臺灣東部定置網曾數度捕獲體重約10~20噸之間的大型鯨鯊，而於1987年3月間於羅東魚市場曾記錄過體長估計約20公尺，重約34噸的鯨鯊。
一些故事中曾出現體型更大的鯊魚（在大眾文學中，18公尺長的鯊魚並不少見），不過沒有任何科學證據證實牠們確實存在，仍然僅只於傳說。1868年爱尔兰自然學家愛德華·珀西瓦爾·萊特（E. Perceval Wright）在塞席爾試圖尋找幾條小鯨鯊的標本時，宣稱他看到一條超過15公尺長的鯨鯊，並報告說牠們的身長可以超過21公尺。魚類學家休·麥考米克·史密斯（Hugh McCormick Smith）在1925年出版的一本書籍中记载了1919年一條巨大的鯊魚在泰國被竹子製成的陷阱所捕捉的事迹。这条鲨鱼太重了，以至于人們無法將牠推回岸上。史密斯估計牠至少有17公尺長，36公噸重，這條鯨鯊的尺寸近年來已經被誇大成17.98公尺長，43公噸重。甚至曾經有人宣布說鯨鯊可以長到23公尺長，100公噸重。一艘名為Maurguani的船於1934年在南太平洋與一條鯨鯊相撞，這條魚當時穿破了船首。經過測量後發現牠的身體長度為16.8公尺。
鯨鯊圖片

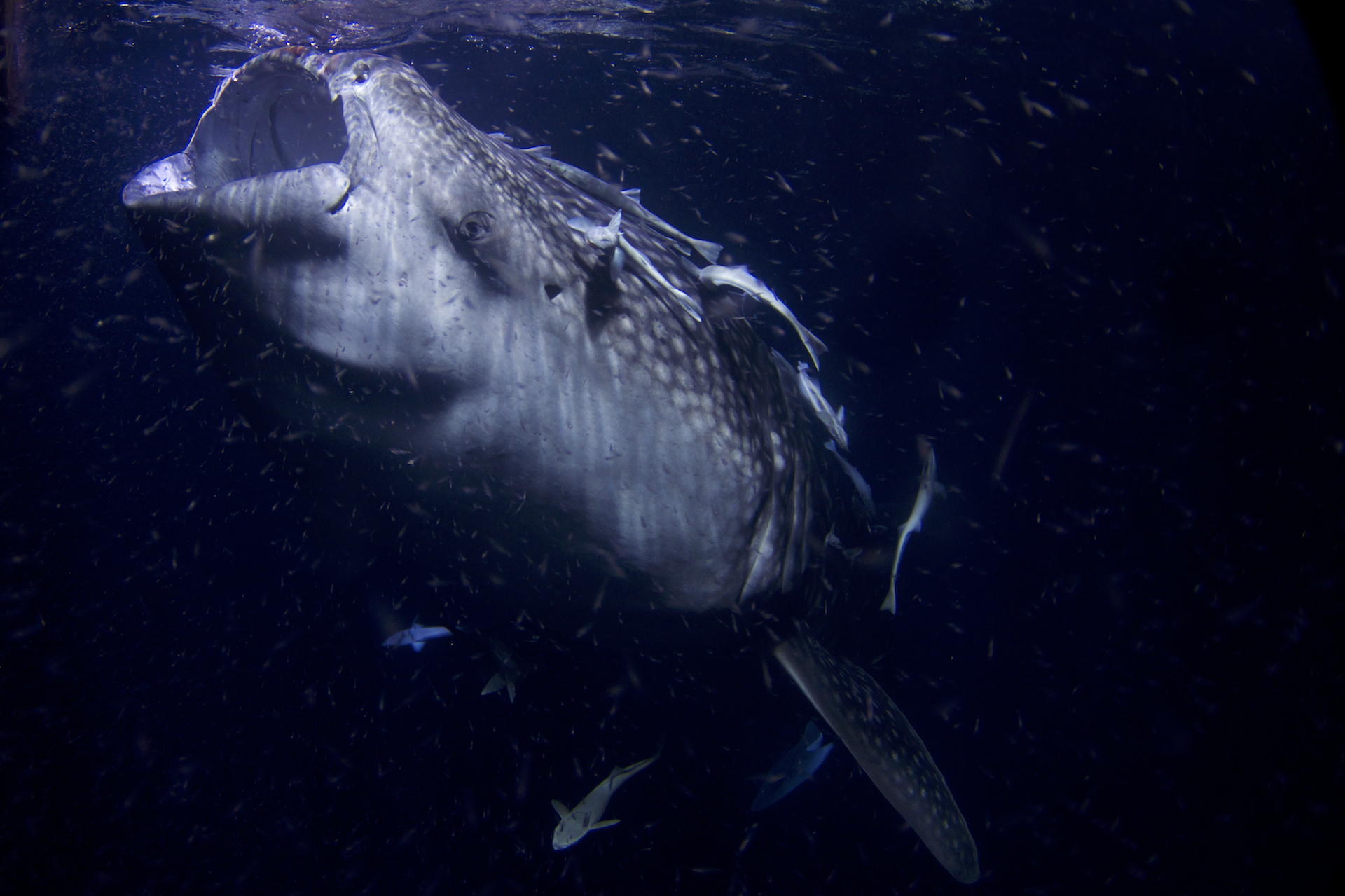
進食中的鯨鯊，攝於馬爾地夫

鯨鯊是一種濾食動物，也是目前已知3種濾食鯊魚之一，另外2種分別為巨口鯊與姥鯊。鯨鯊以浮游生物、巨大的藻類、年幼的聖誕島紅蟹、磷蝦與小型的自游動物（例如小型烏賊與脊椎動物）為食，小型魚類及魚群交配時所釋放出的魚卵及精液也是食物來源，所以牠們是一種雜食動物。牠們的牙齒並非扮演覓食的作用，事實上它的尺寸並不大。鯨鯊覓食時會先張嘴吸進一大口海水，然後閉上嘴巴，最後從鰓將水排出。在嘴巴關閉與鰓蓋打開之間的短暫期間，浮游生物就被排列在鰓與咽喉的皮質鱗突（dermal denticles）所困住。這個類似過濾器般的器官是鰓耙的獨特變異，可以阻止任何大於2至3公厘的物體通過，液體則會被排出。任何被鰓條之間的過濾器官所阻塞的物體會被鯨鯊吞下去。人類曾觀察到鯨鯊出現「咳嗽」的行為，推測這是牠們清理累積在鰓耙中的食物的方式。鯨鯊會聚集在貝里斯加勒比地區海域的礁石區捕食巴西笛鯛所產下的卵，這些卵會在5至7月的滿月至弦月之間出現在該海域。
鯨鯊是一種活躍的濾食生物，靠著嗅覺來攻擊浮游生物或魚類這些目標。牠們在覓食時不需要向前游泳，人類經常觀察到鯨鯊藉著身體上下擺動著來吸入與排出海水，吞食其中的動物。這種行為與姥鯊完全相反，因為姥鯊是溫和的濾食者，牠們不會吸入海水，而是靠著游泳迫使海水通過鰓來覓食。鯨鯊會因為覓食而遷徙，交配是也可能的原因之一。

## 行為
雖然鯨鯊擁有巨大的身軀，但不會對人類造成重大的危害。科學家經常用牠們來教育社會大眾，不是所有的鯊魚都會「吃人」。鯨鯊的個性事實上是相當溫和的，也會與潛水人員嬉戲，有時甚至會讓人騎乘。有一項未經證實的報告指出，鯨鯊會保持靜止，將身體倒反來讓潛水人員清理腹部的寄生生物。潛水人員可以與這種巨大的魚類一同游泳而不會遭受任何危險，除了被鯨鯊巨大的尾鰭無意間擊中以外。2011年7月，一名潛水人員聲稱他在墨西哥穆赫雷斯島潛水時，一條鯨鯊曾企圖將他吸進嘴裡。
潛水人員可以經常在宏都拉斯海灣群島、泰國、紅海、馬爾地夫、西澳大利亞（寧哥路珊瑚礁、聖誕島）、臺灣、巴西、莫三比克托福海灘、南非蘇達瓦那灣（大聖路西亞濕地公園）、科隆群島、墨西哥女人島、馬來西亞西部、塞席爾、斯里蘭卡及波多黎各這些地區觀察到鯨鯊的活動。

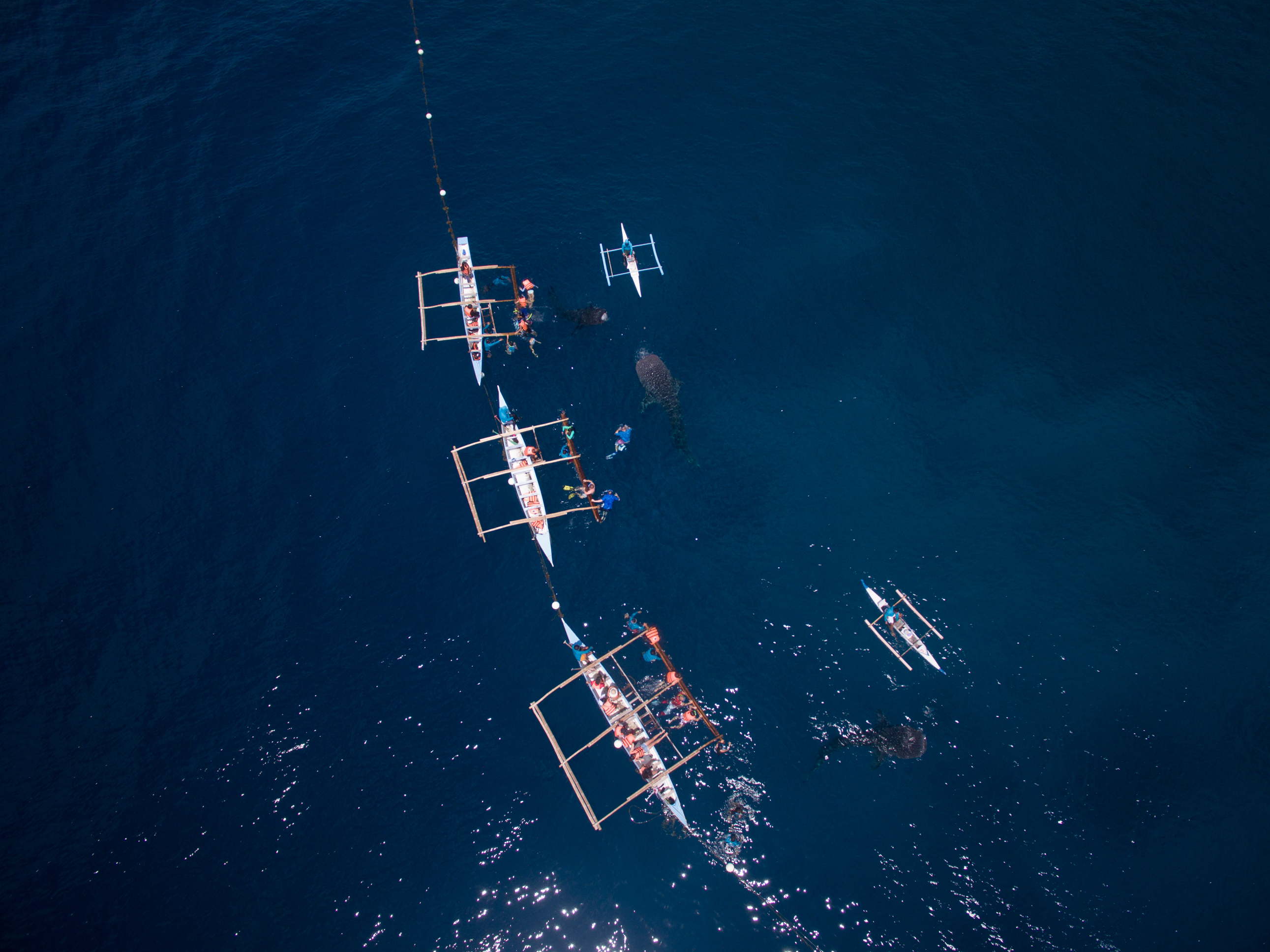
菲律賓宿霧歐斯陸市的鯨鯊浮潛

菲律賓是世界上鯨鯊分布密度最高的地區之一。鯨鯊在1月到5月之間會聚集在菲律賓索索貢（Sorsogon，位於敦索爾）的淺海地區，菲律賓人目前已經減少獵捕這種巨大的鯊魚，並逐漸發展生態旅遊。目前生物學家知道牠們會在9月至12月之間沿著墨西哥下加利福尼亞州移動，最近也有人發現鯨鯊在西馬來西亞東海岸的天鵝島（Tenggol Island）附近出沒。2007年8月25日，自然學家安東尼奧·摩雷諾（Antonio Moreano）與一群觀光客在科隆群島潛水時，拍攝到1條罹患白化症的鯨鯊。鯨鯊有時候會與其他小型的魚類一起出現，特別是鮣魚。

## 繁殖
目前生物學家對於鯨鯊的繁殖習性仍然有許多疑問。20世紀中葉以前，生物學家對於鯨鯊是胎生或卵生都僅止於臆測。1956年，生物學家在墨西哥近海發現了一顆覆有鯨鯊胎仔的卵殼，而據此相信牠們是卵生動物。1996年7月，臺灣臺東地區的漁民捕獲了一條雌鯊，隨後在它的體內發現了300條幼鯊及卵殼，顯示鯨鯊其實是一種卵胎生動物。鯨鯊會將卵留在身體內，直到幼鯊生長到40至60公分後才釋出體外，這顯示出幼鯊並非全部同時出生。雌鯊會將精液保存下來，然後在一段長期時間中穩定的繁殖出幼鯊。生物學家認為鯨鯊會在30歲左右達到性成熟，牠們的壽命可以達到70至100年。
歷史上最小的活鯨鯊樣本是菲律賓海洋動物研究人員在2009年3月7日所發現的，長度僅有38公分，約當成年男性的前臂長度。當時人們在菲律賓的海灘上發現牠，這條鯨鯊隨後受到研究人員的照顧並被送回野外。科學家相信這次意外事件可能讓他們發現一個鯨鯊的繁殖地。

## 保护

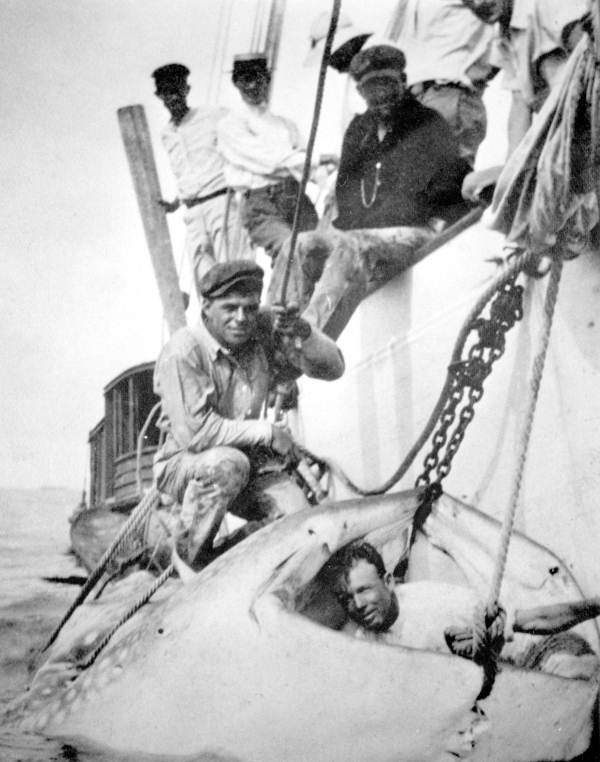
一條死亡的鯨鯊及漁民

鲸鲨幾乎没有天敵，人類進行的漁業活動是它们数量减少的主要原因。目前生物學家仍無法掌握鯨鯊的數量，世界自然保護聯盟認為鯨鯊是瀕危物種，波昂公约則將這種鯊魚列入瞭解中的遷移性鯊魚備忘錄名單。瀕臨絕種野生動植物國際貿易公約在2002年把鯨鯊列為附錄二物種，顯示鯨鯊保育獲得全球共識。鯨鯊在幾個季節性聚集地區是水產業的補捉目標之一，人類主要食用鲸鲨的肉及肝油，有时也会将鳍割下來制作鱼翅。亚洲是鲸鲨主要的獵捕區域，包括括伊朗、印度、巴基斯坦、馬爾地夫、菲律賓、中国大陆、印尼及臺湾等地。鲸鲨在其它地方虽然不是捕捞对象，但也曾被误捕。

### 马尔代夫
馬爾代夫在1995年開始禁止獵捕鯨鯊，是最早針對鯨鯊進行全面保護的國家。

### 菲律宾
菲律賓在1998年禁止所有有關鯨鯊的商業獵捕、販賣、輸入與輸出活動。

### 印度
印度在2001年5月禁止這類交易。

### 中国大陆
属于软骨鱼类的鲨鱼在中国大陆还没有列入国家保护野生动物名录，但地方保护名录有列入，如广东的鲸鲨就是地方保护动物。中国是濒危野生动植物种国际贸易公约（CITES）缔约国家，鲸鲨是被列入CITES附录II的濒危动物，中国官方按公约的相关要求对鲸鲨进行保护。

### 台灣
臺灣曾經是鯨鯊主要的獵捕區域之一，因為鯨鯊的肉質相當軟嫩，所以在臺灣被俗稱為豆腐鯊。臺湾从2002年7月开始将每年鲸鲨的捕捞数量限制在80尾，最終在2008年開始全面禁止這類商業活動。臺灣目前已經實施全球第一個鯨鯊捕獲與監控系統，並開始利用衛星定位標識籤標識放鯨鯊來研究其棲息的深度、不同季節的移動洄游模式及原因。

### 漏油事故
2010年，墨西哥灣發生了嚴重的漏油事故，導致4,900,000桶（780,000立方公尺）原油流入密西西比河三角洲南部。這裏的鯨鯊目擊記錄約佔墨西哥灣北部的三分之一，鯨鯊會花費幾個小時在這裡覓食。生物學家經過觀察後確認鯨鯊無法避開海面上的原油，但是也沒有發現任何鯨鯊因此死亡。

## 飼養

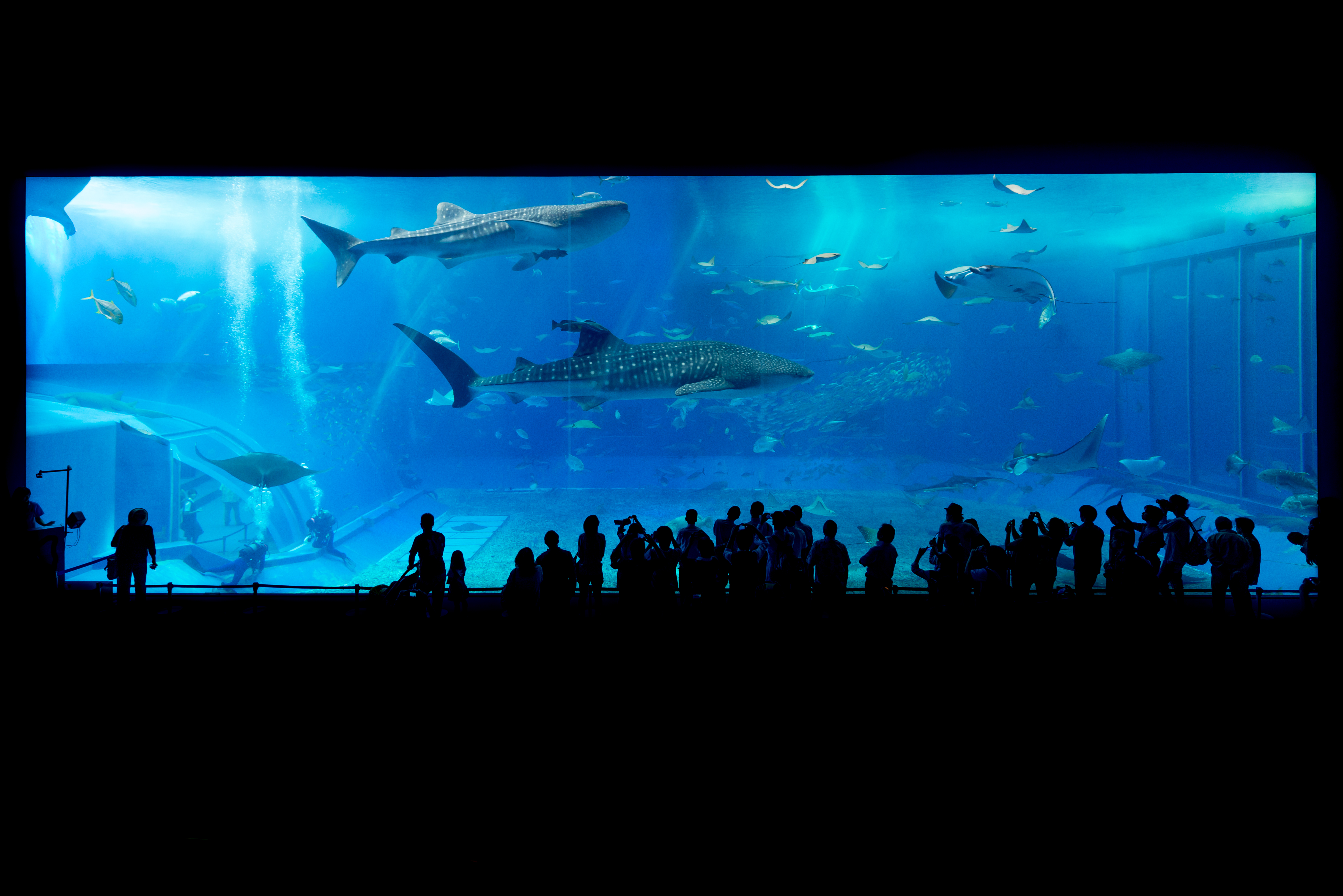
沖繩美麗島水族館黑潮之海水槽，曾同時展示最多3隻鯨鯊

鲸鲨可以在人工环境中生存，日本大阪海遊館的主要特色就是2條鯨鯊。沖繩美麗海水族館在2005年飼養了3條鯨鯊，鹿兒島及橫濱市八景島的水族館目前也都飼養著這種鯊魚。美國亞特蘭大喬治亞水族館總共飼養過6條鯨鯊（同時最多有五條存活），不過2007年1月11日與6月13日各有1條雄鯊在館內死亡，所以目前只剩4條鯨鯊，雌雄各2條。這6條鯨鯊都是從臺灣運送過來的，而臺灣國立海洋生物博物館曾經飼養著3尾鯨鯊，第一尾野放後並沒持續追蹤，第三尾飼養一年多後死亡，第二尾因野放計畫規劃錯誤導致鯨鯊多次擱淺最終死亡。杜拜棕櫚島亞特蘭提斯酒店曾經飼養1條鯨鯊，後來在2008年10月傳出讓鯨鯊重回自然環境的輿論聲浪，所以最終於2010年3月將牠放归大海。2006年，新加坡聖淘沙名勝世界曾計劃在水族館展出鯨鯊，但是遭到7個保育團體反對，後來這項計畫在2009年遭到擱置，由其它研究計畫所取代。2011年開幕的中國煙臺海昌鯨鯊館飼養了5條鯨鯊，因為其水槽大小僅喬治亞水族館的十分之一卻飼養了更多條鯨鯊而遭到保育人士質疑。2014年開幕的中國廣州珠海長隆海洋王國當中的鯨鯊館內有飼養了5條鯨鯊。

## 文化
鯨鯊在越南宗教信仰中被視為神祇，並且被稱為「Ca Ong」（意思為「魚先生」）。鯨鯊在墨西哥及大部分的中美洲地區因為牠們身上的斑點形狀，被稱為「pez dama」或「domino」。
鯨鯊經常有規律的出現在貝里斯堡礁靠近人心果群島（Sapodilla Cayes）的海域，所以巴西人稱牠為「Sapodilla Tom」。
鯨鯊在肯亞被稱為「papa shillingi」，這是因為肯亞人相信神明將先令投擲在鯨鯊的身上，所以牠們身上才有那樣的斑點。
「marokintana」是鯨鯊在馬達加斯加的稱呼，意思為「繁星」。
印尼的爪哇人稱呼鯨鯊為「geger lintang」，意為「背部擁有星星的魚」。菲律賓人則稱牠們為「butanding」與「balilan」。

## 外部連結
維基物種上的相關：鲸鲨
 维基共享资源上的相關多媒體資源：鯨鯊
- （英文）鯨鯊的觀測報告 （页面存档备份，存于）
- （英文）如何藉由鯨鯊的照片來辨識牠們 （页面存档备份，存于）
- （英文）鯨鯊研究討論
- （英文）宏都拉斯的鯨鯊研究 （页面存档备份，存于）
- （英文）有關鯨鯊的短片
- （英文）莫三比克的鯨鯊研究 （页面存档备份，存于）
- （英文）海洋生物介紹 Archived 2012-01-23 at WebCite
- （英文）ECOCEAN鯨鯊照片辨識博物館 （页面存档备份，存于）
- （英文）鯨鯊研究計畫 （页面存档备份，存于）
- （英文）鯨鯊相關新聞 （页面存档备份，存于）
- （英文）TimeAsia.com:有關鯨鯊的介紹 （页面存档备份，存于）
- （英文）鯨鯊檔案 與 貝里斯的鯨鯊 美國自然保育協會（The Nature Conservancy）有關資訊
- （英文）與鯨鯊一起潛水 （页面存档备份，存于）
- （英文）在巴西與鯨鯊一起潛水
- （英文）白化症的鯨鯊照片 （页面存档备份，存于）